# Gustaf Estlander
Axel Gustaf Estlander (ur. 18 września 1876 w Helsinkach, zm. 1 grudnia 1930 w Sztokholmie) – fiński architekt, konstruktor jachtów, a także mistrz Europy w łyżwiarstwie szybkim oraz żeglarz olimpijczyk.
Zwyciężył w mistrzostwach Europy w wieloboju w 1898 roku, rok wcześniej i później plasował się na drugim miejscu, jednak według ówczesnych zasad medal otrzymywał jedynie zwycięzca. Podobnie w mistrzostwach świata zajmował nieoficjalną drugą (1896) i trzecią pozycję (1898).
Na regatach rozegranych podczas Letnich Igrzysk Olimpijskich 1912 wystąpił w klasie 8 metrów zajmując czwartą pozycję. Załogę jachtu Örn tworzyli również Bertel Juslén, Carl-Oscar Girsén, Curt Andstén i Jarl Andstén.
Zaprojektował kilkanaście budynków w Helsinkach, zanim przeprowadził się do Szwecji w 1920 roku. Zmienił również obywatelstwo, by móc projektować jachty reprezentujące Szwecję w międzynarodowych regatach. Zaprojektował wiele jachtów, w szczególności według standardów International Rule.
Sjöhistoriska museet w Sztokholmie przechowuje oryginalne rysunki i projekty Estlandera.
Brat Ernsta, również żeglarza-olimpijczyka.